# Ihor Mihałewski
Ihor Wiktorowycz Mihałewski (ur. 18 marca 1985 w Nowojaworowsku) – piłkarz grający na pozycji napastnika. 

## Kariera piłkarska
Ihor Mihałewski swoją karierę rozpoczynał w klubie Karpaty Lwów. Później grał m.in. w Hałyczynie Lwów, Rawie Rawa Ruska, FK Sambor, a w Polsce w Hetmanie Zamość, GKS-ie Bełchatów, Stali Stalowa Wola, Starcie Otwock.
W 2011 trafił do lubelskiego Motoru, gdzie w 24 meczach zdobył 15 bramek i został królem strzelców II ligi grupy wschodniej w piłce nożnej. Po roku odszedł do ukraińskiego Ruchu Winniki, by na początku 2013 wrócić do Motoru.